# Juez (gobierno)
Un juez, en la España medieval cristiana, era también un cargo establecido, con acepciones diferentes al estricto ámbito judicial.

## Historia
Durante el reino visigodo, el iudex o juez era el magistrado u oficial elegido por el rey para gobernar los territoria en que se habían dividido administrativamente sus dominios. También se le solía designar como comes. Tenían amplias funciones administrativas, judiciales, financieras y militares.
Durante el Reino astur-leones, los gobernadores de las divisiones administrativas eran denominados judex, potestas o juez. Designados y cesados por el rey, solían ser magnates investidos con el título de comes en "provecho del rey". Por tanto dentro de su territorio representaba al rey y tenía funciones políticas, judiciales, militares y financieras. Era el encargado de mantener el orden, administrar justicia como delegado del rey, jefe de la hueste en caso de guerra y responsable de la recaudación fiscal. Debajo de ellos existían oficiales auxiliares que en algunos casos, delegaban su autoridad, los vicarius, que a su vez, podían gobernar algunas comarcas dentro del territorio asignado o los judices, que le auxiliaban en las funciones judiciales.
En los reinos de León y Castilla, ya desde la segunda mitad del siglo XI, existía un judex o juez, un magistrado municipal, al que le correspondía la presidencia de un concejo, y para la administración de justicia se empezaron a designar dos o más jueces específicos o "alcaldes". Y será en el siglo XII cuando se había conseguido que, tanto en Castilla como en Aragón, se había podido elegir al juez y a los alcaldes por el propio concejo.